# Szawle
Szawle (lit. Šiauliai wymowaⓘ, żmudz. Šiaulē) – miasto w północnej części Litwy, na wschód od Kłajpedy, najludniejsze miasto na Żmudzi, pow. 81 km², 113,1 tys. mieszkańców w 2011 roku (czwarte pod względem liczby mieszkańców w tym kraju), stolica okręgu szawelskiego.
Ośrodek przemysłowy, kulturalny i naukowy. W mieście renesansowy kościół – od 1997 katedra pod wezwaniem Świętych Piotra i Pawła – jedna z największych budowli sakralnych na Litwie. W latach 80. XX w. postawiono 21-metrowy Pomnik Łucznika (Strzelca) upamiętniający 750-lecie zwycięstwa Żmudzinów nad rycerzami zakonu kawalerów mieczowych w bitwie pod Szawlami w 1236, który służy również jako zegar słoneczny.

## Historia
Nazwa Šiauliai wywodzona jest od litewskiego słowa šaulys, oznaczającego strzał. Jak mówi legenda w zamierzchłych wiekach na brzegu pobliskiego jeziora Talšos znajdowała się osada myśliwych polujących w okolicznych lasach na dzikie zwierzęta i ptactwo. Nazwa Šiauliai pojawiła się ponownie przy okazji wspomnianej wyżej bitwy w 1286, wzmiankowana następnie w 1524. W latach 1413–1795 Szawle były stolicą jednego z traktów Księstwa Żmudzkiego.

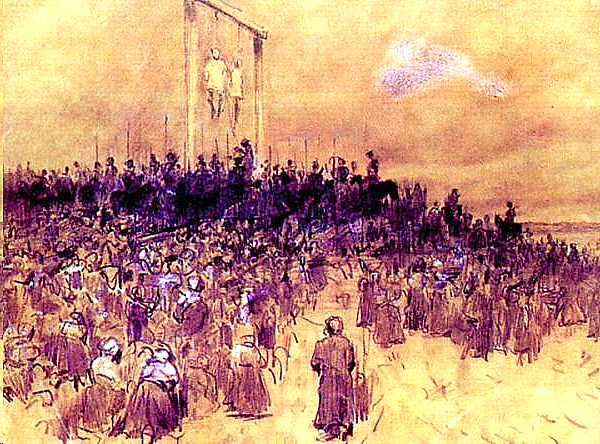
Wieszanie powstańców styczniowych w Szawlach, ołówek na papierze, autor Stanisław Witkiewicz

Prawa miejskie Szawle uzyskały w 1569, a w 1589 ustanowiono tam tzw. „ekonomię królewską”, tzn. cały dochód miasta przeznaczony był na utrzymanie króla. Miasto ekonomii szawelskiej w 1682 roku. Była drugą, najmniejszą ekonomią królewską w Wielkim Księstwie Litewskim (po grodzieńskiej, mohylewskiej, brzesko-kobryńskiej). W 1783 r. liczyła 5 miast, 30 folwarków i 321 wsi. W 1791 król Stanisław August Poniatowski potwierdził prawa miejskie Szawli.
W Szawlach rozpoczęły się działania insurekcji kościuszkowskiej (1794) na ziemiach Rzeczypospolitej. W dniu 8 lipca 1831 roku miejsce nieudanego ataku wojsk polskich pod dowództwem gen. Antoniego Giełguda na garnizon rosyjski. W powstaniu listopadowym w 1830 i powstaniu styczniowym w 1863 brali również udział mieszkańcy ziemi szawelskiej. W czasie powstania listopadowego rozegrała się tu bitwa, w której walczyła Emilia Plater.
W 1851 powstało tu Gimnazjum w Szawlach, będące jedną z najstarszych szkół średnich na Żmudzi. W 1897 roku Szawle były największym miastem żmudzkim. W okresie międzywojennym wraz z całą Żmudzią w granicach Republiki Litewskiej.

## Gospodarka
W mieście rozwinął się przemysł skórzano-obuwniczy, dziewiarski, rowerowy, mięsny, mleczarski, cukierniczy.

## Dzielnice miasta
- Aleksandrija
- Andrijava
- Bačiūnai
- Besarabija
- Senamiestis
- Dainai
- Didždvaris
- Gegužiai
- Ginkūnai
- Gytariai
- Gubernija
- Kalniukas
- Kaukazas
- Kompelis
- Lepšiai
- Lieporiai
- Margiai
- Medelynas
- Pabaliai
- Pakartuvės
- Piktmiškis
- Rekijów
- Salduvė
- Šimšė
- Užkirkis
- Verduliai
- Verduliukai
- Vijoliai
- Vinkšnėnai
- Zokniai
- Žaliukės
- Žuvininkai

## Miasta partnerskie
- Częstochowa, Polska
- Chmielnicki, Ukraina
- Omaha, Stany Zjednoczone
- Baranowicze, Białoruś
- Fredericia, Dania
- Jełgawa, Łotwa
- Królewiec, Rosja
- Kristianstad, Szwecja
- Parnawa, Estonia
- Etten-Leur, Holandia
- Teterow, Niemcy

## Zabytki
- Katedra Świętych Apostołów Piotra i Pawła w Szawlach
- Góra Krzyży
- Synagoga w Szawlach
- Kościół św. Jerzego w Szawlach
- Cerkiew Świętych Piotra i Pawła w Szawlach
- Cmentarz „Mała Rossa”
- Molenna Zaśnięcia Matki Bożej w Szawlach

## Urodzeni w Szawlach
- Władysław Ryszard Juszkiewicz – porucznik administracji Wojska Polskiego, urzędnik, pisarz i tłumacz, ofiara zbrodni katyńskiej[5],
- Jan Truskowski (ur. 26 marca 1895, zm. 1940 w Kalininie) – podkomisarz Policji Państwowej, jedna z ofiar zbrodni katyńskiej,
- Dow Szilanski – izraelski prawnik i polityk, ocalały z Holocaustu, przewodniczący Knesetu[6],
- Tadeusz Wolański – polski archeolog.